# 사라시나 신호장
사라시나 신호장(일본어: 更科信号場)은 일본 후쿠시마현 야마군 반다이정에 위치한 동일본 여객철도 반에쓰사이선의 신호장이다.

## 구조
오키나시마역보다 반다이마치역 방향으로 약 4.5km에 위치한 2개 노선의 신호장이다.
본선은, 양 방향에 출발신호기를 붙인 1선 통과 구조로 되어있지만, 부본선은 하행 열차 전용으로 반다이마치 방향으로부터 부본선으로의 입선은, 부본선으로부터는 오키나시마 방향으로의 발차는 없어졌다.

## 역사
- 1962년 12월 20일 : 개업.
- 1987년 4월 1일 : 일본국유철도 분할 민영화에 의해, 동일본 여객철도가 승계.

## 인접 정차역
| 반에쓰사이선             | 반에쓰사이선   | 반에쓰사이선                   |
| ------------------------ | -------------- | ------------------------------ |
| 오키나시마 고리야마 방면 | ■ 반에쓰사이선 | 반다이마치 아이즈와카마쓰 방면 |